# Armillaria solidipes
Espèce
Armillaria solidipes, armillaire à squames foncées ou armillaire sombre, anciennement Armillaria ostoyae est une espèce de champignons de la famille des Physalacriaceae. Le mycète est particulièrement notable pour détenir le titre du plus grand organisme vivant, un individu couvrant une surface de 8,9 km2 ayant été trouvé en Oregon. Dans l'ouest des États-Unis c'est le champignon le plus commun du groupe d'espèces généralement désignées sous le nom d'Armillaria mellea.

## Taxonomie
L'espèce était anciennement connue sous le nom d’Armillaria ostoyae Romagn., jusqu'à ce qu'une publication de 2008 révèle que l'espèce avait été décrite sous le nom d'Armillaria solidipes par Charles Horton Peck en 1900, longtemps avant qu'Henri Romagnesi ne la décrive en 1970.

## Pathogène

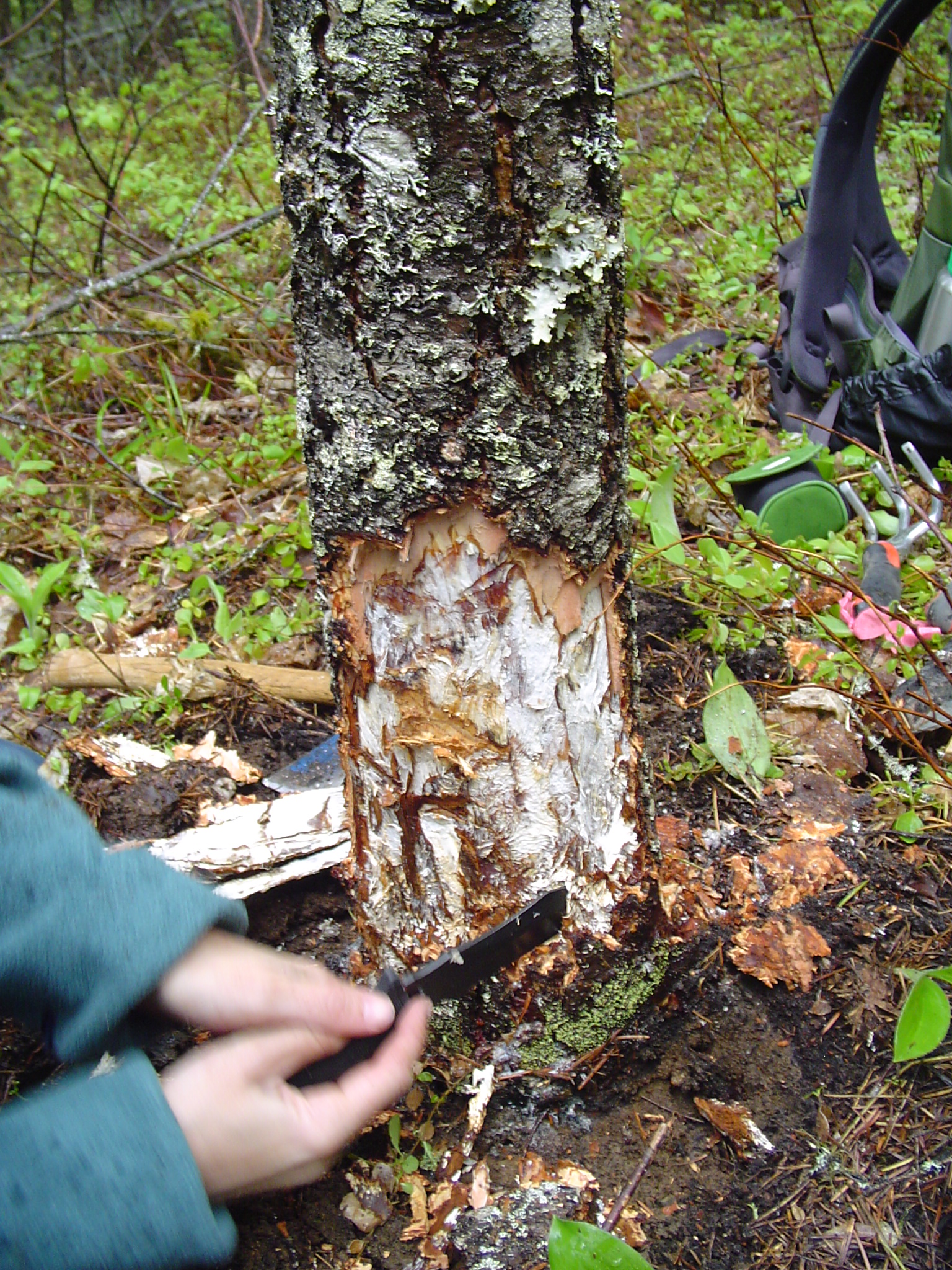
Mycélium dArmillaria ostoyae dans l'aubier d'un douglas.

Il est fréquent sur le bois des feuillus et des conifères dans les forêts à l'ouest de la chaîne des Cascades. Le mycélium attaque l'aubier et peut traverser de grandes distances sous l'écorce ou entre les arbres sous la forme de rhizomorphes noirs.
La maladie est d'un intérêt particulier pour les gestionnaires forestiers, car l'espèce est hautement pathogène chez un certain nombre de résineux à valeur commerciale, notamment le douglas (Pseudotsuga menziesii), les sapins (Abies spp.) et la pruche de l'Ouest (Tsuga heterophylla). Un traitement généralement préconisé est la coupe à blanc du peuplement infecté, suivie de la plantation avec des espèces plus résistantes telles que le thuya géant (Thuja plicata) ou de feuillus. L'enlèvement des souches a été utilisé pour empêcher tout contact entre les souches infectées et les pousses plus récentes, conduisant à des taux d'infection plus faibles. Toutefois, on ne sait pas si le taux d'infection va persister si les racines des jeunes arbres s'étendent près de l'inoculum initial du support précédent. Il a été montré en laboratoire et sur le terrain qu'un autre champignon, Hypholoma fasciculare concurrence et élimine A. ostoyae, mais des expériences supplémentaires sont nécessaires pour établir l'efficacité de ce traitement.

## Taille record
Un champignon de ce type dans la Forêt nationale de Malheur de la Strawberry Range dans l'est de l'Oregon aux États-Unis a été estimé comme étant la plus grande colonie de champignons au monde, s'étendant sur 9,6 kilomètres carrés de superficie. Cet organisme a été daté d'au moins 2 500 ans. Le cas a été rapporté dans le numéro d'avril 2003 du Canadian Journal of Forest Research. Même si une estimation précise n'a pas été faite, la masse totale de la colonie, en se basant sur la vitesse de croissance du champignon, est estimée à 400 tonnes. Si cette colonie est considérée comme un organisme unique, il est le plus grand organisme connu dans le monde par sa superficie, et rivalise avec les peupliers faux-trembles appelés « Pando » et qui sont l'organisme connu à la biomasse la plus élevée.
En 1992, un parent du clone de la Strawberry Range a été découvert dans le sud-ouest de l'État de Washington. Il couvre environ 6 kilomètres carrés. Un autre champignon gigantesque est un spécimen de Armillaria bulbosa trouvé sur un site près de Crystal Falls (Michigan). Il couvre 0,15 km2 et la découverte a été publiée dans Nature.